# Poecilotylus quinquemaculatus
Poecilotylus quinquemaculatus är en tvåvingeart som beskrevs av Leander Czerny 1932. Poecilotylus quinquemaculatus ingår i släktet Poecilotylus och familjen skridflugor. Inga underarter finns listade i Catalogue of Life.